# Naruto Shippūden: Dragon Blade Chronicles
 (octobre 2019).
Si vous disposez d'ouvrages ou d'articles de référence ou si vous connaissez des sites web de qualité traitant du thème abordé ici, merci de compléter l'article en donnant les références utiles à sa vérifiabilité et en les liant à la section « Notes et références ».
Naruto Shippūden: Dragon Blade Chronicles est un jeu vidéo sur Wii. Il s'agit d'un jeu d'action qui célèbre les 10 ans du manga. Naruto et ses comparses évoluent cette fois dans une réalité alternative où ils doivent empêcher la résurrection d'un dragon à l'aide de l'épée Ryūjin. L'action alterne entre Naruto et Sasuke, et il est possible de s'affronter à deux joueurs en mode combat.